# Canton d'Orange-Ouest
Le canton d'Orange-Ouest est une ancienne division administrative française du département de Vaucluse, en région Provence-Alpes-Côte d'Azur.

## Histoire
Le canton fait partie de l'arrondissement d'Orange jusqu'à la suppression de celui-ci en 1926, puis à celui d'Avignon.
Le canton est supprimé par le décret du 28 février 2014 qui entre en vigueur à l'issue des élections départementales de mars 2015.

## Composition
| Nom                 | Code Insee | Intercommunalité             | Population (dernière pop. légale)               |
| ------------------- | ---------- | ---------------------------- | ----------------------------------------------- |
| Orange (chef-lieu)  | 84087      | CC du Pays Réuni d'Orange    | Fraction : 14 549(2012) Commune : 29 482 (2014) |
| Caderousse          | 84027      | CC du Pays Réuni d'Orange    | 2 771 (2014)                                    |
| Châteauneuf-du-Pape | 84037      | CC du Pays Réuni d'Orange    | 2 199 (2014)                                    |
| Piolenc             | 84091      | CC Aygues Ouvèze en Provence | 5 093 (2014)                                    |

## Représentation

### Conseillers généraux de 1833 à 2015
| Période                        | Identité                           | Parti                     | Qualité                                                                                                 |
| ------------------------------ | ---------------------------------- | ------------------------- | --- |
| 1833-1848 (décès)              | Jean-Jacques Meynard (1784-1848)   | Majorité ministérielle    | Négociant à Avignon Député (1831-1848)                                                                  |
| 1848-1870                      | Jean-Baptiste Millet               | Majorité dynastique       | Avocat puis procureur du Roi Maire d'Orange (1851-1855), conseiller d'arrondissement Député (1857-1870) |
| 1870-1871                      | Charles Dupuy M. Richard M. Devèze |                           | Membres de la commission départementale                                                                 |
| 1871-1874                      | Charles Dupuy (1801-1876)          |                           | Avocat à Orange Président du Conseil Général                                                            |
| 1874-1880                      | Gonzague Millet                    | Droite                    | Médecin, maire d'Orange                                                                                 |
| 1880-1886                      | Alfred Dugat                       | Républicain               | Médecin, maire d'Orange (1881-1887)                                                                     |
| 1886-1888 (décès)              | Charles Morel                      | Républicain               | Fabricant de savon à Marseille                                                                          |
| 1888-1892                      | Gonzague Millet                    | Droite monarchiste        | Médecin, maire d'Orange                                                                                 |
| 1892-1898                      | Félix Roux                         | Républicain               | Entrepreneur du transport des détenus, Orange                                                           |
| 1898-1904                      | Marius Sauvage                     | Républicain               | Propriétaire à Caderousse et Saint-Martin-de-Crau Maire de Caderousse (1888-1900)                       |
| 1904-1910                      | Gustave Robinet                    | Rad.                      | Avocat à Orange                                                                                         |
| 1910-1919                      | François Gleize                    | Rad.                      | Avocat à Orange                                                                                         |
| 1919-1941 (démission d'office) | Henri Latour                       | Rad.                      | Propriétaire-viticulteur Maire de Châteauneuf-du-Pape Révoqué par le Gouvernement de Vichy              |
|                                |                                    |                           | |
| 1945-1964                      | Raoul Aubert (1894-1981)           | Rad.-RGR                  | Jardinier, adjoint au maire d'Orange                                                                    |
| 1964-1982                      | Louis Giorgi (1908-1986)           | PCF                       | Agent d'assurances Maire d'Orange (1977-1979) Ancien conseiller général du canton d'Orange-Est          |
| 1982-1988                      | Robert Pini                        | RPR                       | Professeur de droit Maire d'Orange (1983-1989)                                                          |
| 1988-1994                      | Jean Gatel                         | PS                        | Professeur - Député (1981-1983 et 1988-1993) Adjoint au maire d'Orange Secrétaire d'État (1983-1986)    |
| 1994-2002                      | Paul Durieu                        | RPR                       | Viticulteur Maire de Camaret-sur-Aigues (1983-2008)                                                     |
| 2002-2012                      | Jacques Bompard                    | FN, MPF puis Ligue du Sud | Docteur en chirurgie dentaire Maire d'Orange (1995-2021) Député (1986-1988 et 2012-2017)                |
| 2012-2015                      | Marie Brun                         | Ligue du Sud              | Vigneronne à Châteauneuf-du-Pape                                                                        |

Le scrutin partiel du 24 novembre 2002 suit l'annulation du précédent scrutin de mars 2001.

### Conseillers d'arrondissement (de 1833 à 1940)
Le canton d'Orange-Ouest avait deux conseillers d'arrondissement.
| Période                                  | Période      | Identité                           | Étiquette           | Qualité |
| ---------------------------------------- | ------------ | ---------------------------------- | ------------------- | --- |
| 1833                                     |              | M. Chambaud                        |                     | Négociant à Orange                                                                                          |
| 1833                                     | 1848         | Jean-Baptiste Millet               | Majorité dynastique | Avocat, procureur du Roi à Orange                                                                           |
| 1874                                     | 1880         | M. Manier                          | Conservateur        | |
| 1883                                     | 1886         | Mardochée-Ulysse Lisbonne (1848-?) | Républicain         | Avoué, conseiller municipal d'Orange (maire de 1925 à 1929)                                                 |
|                                          | 1888 (décès) | M. Establet                        |                     | |
|                                          |              |                                    |                     | |
| 1892                                     |              | Henri Chabrol                      | républicain         | Vétérinaire à Sainte-Cécile, Président du Conseil d'arrondissement                                          |
| 1892                                     |              | M. Gourdin                         | républicain         | |
| 1913                                     |              | Pierre Rigaud                      |                     | |
| 1919                                     |              | M. Payan                           | Radical             | |
| 1940                                     |              |                                    |                     | Les conseils d'arrondissement ont été suspendus par la loi du 12 octobre 1940 et n'ont jamais été réactivés |
| Les données manquantes sont à compléter. |              |                                    |                     | |

## Démographie
| 1962 | 1968 | 1975 | 1982 | 1990   | 1999   | 2006   | 2011   | 2012   |
| ---- | ---- | ---- | ---- | ------ | ------ | ------ | ------ | ------ |
| -    | -    | -    | -    | 22 158 | 23 051 | 24 406 | 24 682 | 24 579 |